# Aphanius sirhani
Aphanius sirhani е вид лъчеперка от семейство Cyprinodontidae. Видът е критично застрашен от изчезване.

## Разпространение
Разпространен е в Йордания.